# ألان هيذرينغتون
ألان هيذرينغتون (بالإنجليزية: Alan Heatherington)‏ هو موزع أمريكي، ولد في 1945.

## روابط خارجية
- ألان هيذرينغتون على موقع ميوزك برينز (الإنجليزية)